# Heratemis tjibodasi
Heratemis tjibodasi är en stekelart som först beskrevs av Papp 1967.  Heratemis tjibodasi ingår i släktet Heratemis och familjen bracksteklar. Inga underarter finns listade i Catalogue of Life.